# Comores nos Jogos Olímpicos
Comores participaram pela primeira vez dos Jogos Olímpicos em 1996, e tem enviado atletas para competirem em todos os  Jogos Olímpicos de Verão desde então. A nação nunca participou dos Jogos de Inverno.
Até 2012, nenhum atleta de Comores havia ganhado uma medalha Olímpica.
O Comitê Olímpico Nacional de Comores foi criado em 1979 e reconhecido pelo COI em 1993.